# Paseo de la Reforma
O Paseo de la Reforma ou Avenida de la Reforma (em português: Passeio da Reforma) é uma importante avenida de 12 km na Cidade do México, baptizada em homenagem às importantes alterações políticas que sucederam no virar da década de 1850 que culminaram nas reformas políticas do presidente Benito Juárez. A avenida foi inicialmente projectada para ligar o Castelo de Chapultepec ao Palácio Nacional, no centro.
No extremo que liga a Chapultepec, a avenida tem início no monumento aos Niños Héroes — os heróicos cadetes da batalha de Chapultepec — passando pela Zona Rosa, e através da Avenida Juárez e R. Francisco I. Madero, para o Zócalo. Extensões modernas prolongam-na, para nordeste, até Tlatelolco, onde se divide para nordeste em direcção a Calzada de Guadalupe e Calzada de los Misterios, até chegar a La Villa; ao longo de toda a avenida, são homenageados vários nomes da História do México, como Cuauhtémoc, Simón Bolívar, José de San Martín e Cristóvão Colombo.
É cruzada pela Avenida de los Insurgentes, uma outra avenida, de 28,8 km, e a sua extensão liga a zona norte da cidade à zona sul; no centro, instalaram-se vários hotéis e restaurantes de luxo com variadíssimas atracções turísticas. Esta avenida tornou-se uma passagem tradicional para manifestações e protestos, cuja maioria dos acontecimentos se passam entre El Ángel de la Independencia e o Zócalo, ou entre o Zócalo e Los Pinos. Alguns edifícios notáveis instalados ao longo da via são a Torre Mayor, a Torre HSBC.